# Capucin à tête blanche
Lonchura maja
Espèce
Statut de conservation UICN

 LC  : Préoccupation mineure
Le Capucin à tête blanche (Lonchura maja) est une espèce de passereau appartenant à la famille des Estrildidae.

## Description
C'est un petit (10,5 à 11 cm de long) oiseau au corps brun et à la tête blanche. L'œil est foncé, le bec gris et les pattes bleu clair.

## Répartition
On le trouve en Indonésie, Malaisie, Singapour, Thaïlande et Vietnam. Il a été introduit en Martinique.

## Habitat
Il habite les zones humides.